# Moskovets
Moskovets (bulgariska: Московец) är ett distrikt i Bulgarien.   Det ligger i kommunen Obsjtina Karlovo och regionen Plovdiv, i den centrala delen av landet, 110 km öster om huvudstaden Sofia.
Trakten runt Moskovets består till största delen av jordbruksmark. Runt Moskovets är det ganska glesbefolkat, med 50 invånare per kvadratkilometer.